# Минкин, Ефим Львович
Ефим Львович Минкин (22 января 1922, Могилёв — 4 октября 2011, Кёльн, Северный Рейн-Вестфалия) — участник Великой Отечественной войны, полный кавалер ордена Славы, гвардии ефрейтор. Член ВКП(б)/КПСС с 1944 года. Инженер-гидрогеолог, доктор геолого-минералогических наук (1968).

## Биография
Родился 22 января 1922 года в семье рабочего (отец работал на табачной фабрике, затем маляром). Еврей. В 1926 году семья переехала в Баку, в 1936 году вернулась в Могилёв, где он окончил среднюю школу (1939). Окончил 2 курса Московского гидрометеорологического института.
В Красной Армии с 1942 года. На фронте в Великую Отечественную войну с ноября 1942 года. Воевал на Сталинградском, 1-м и 2-м Украинских фронтах. Первое боевое крещение получил в боях под Сталинградом в составе 138-й стрелковой дивизии. Участвовал в тяжёлых уличных боях в районе завода «Баррикады». Был ранен в обе ноги и контужен. После ранения до мая 1943 года лечился в госпитале в Уральске. Его хотели комиссовать, но он отказался.
Командир бронетранспортёра разведывательной роты 45-й механизированной бригады 6-й танковой армии 2-го Украинского фронта ефрейтор Минкин с членами экипажа 26 августа 1944 года у населённого пункта Зармены (Румыния) обнаружил отходящую вражескую колонну. На бронетранспортёре ворвался в её состав, огнём из пулемёта сразил свыше десяти вражеских солдат и одиннадцать взял в плен. 12 сентября 1944 года во время разведки обороны противника захватил пленного, который дал ценные сведения. 17 сентября Минкин увлёк бойцов на штурм высоты. В ходе атаки лично уничтожил пятнадцать и взял в плен пятерых фашистов.
30 октября 1944 года приказом командира 45-й механизированной бригады № 45 ефрейтор Минкин награждён орденом Славы 3-й степени (№ 131659).
Автоматчик разведывательной роты 18-й гвардейской механизированной бригады (6-я танковая армия, 2-й Украинский фронт) гвардии ефрейтор Минкин 13—14 декабря 1944 года в составе группы бойцов проник в тыл врага у населённого пункта Шаки (Венгрия), добыл ценные сведения для командования бригады. 14 декабря при отражении контратаки противника личным примером увлек разведчиков в бой, в котором лично уничтожил пятнадцать и взял в плен пятерых гитлеровцев.
Приказом № 6 по 6-й танковой армии от 5 февраля 1945 года награждён орденом Славы 2-й степени (№ 8926).
Командир бронетранспортера разведывательной роты 18-й гвардейской механизированной бригады той же армии гвардии ефрейтор Минкин 30 марта 1945 года около населённого пункта Бромсберг (Австрия) в составе группы разведчиков проник в тыл противника и, вступив в бой с вражеской засадой, уничтожил свыше десяти и взял в плен несколько немецких солдат. 1 апреля 1945 года в районе населённого пункта Баден (Австрия) Минкин с бойцами принял неравный бой с фашистами, который продолжался до подхода советских войск. Разведчики уничтожили двадцать семь гитлеровцев и двоих взяли в плен. 3 апреля он взорвал миномётную батарею противника.
Указом Президиума Верховного Совета СССР от 15 мая 1946 года за мужество, отвагу и героизм, проявленные в боях с немецко-фашистскими захватчиками, гвардии ефрейтор Минкин Ефим Львович награждён орденом Славы 1-й степени (№ 478).
Участник Парада Победы от 2-го Украинского фронта. В 1945 году демобилизован.
В 1950 году окончил геологоразведывательный институт. Жил в Москве. Кандидатскую диссертацию по теме «Режим грунтовых вод на территории Нижне-Донской оросительной системы» защитил в 1958 году. Работал ведущим научным сотрудником в Институте водных проблем Академии Наук СССР. Доктор геолого-минералогических наук («Гидрогеологические основы охраны подземных вод от загрязнения», 1968). Принимал участие в инженерно-геологических изысканиях при строительстве Волгоградской и Куйбышевской ГЭС, Волго-Донского и Туркменского каналов.
В 1992 году выехал с семьёй в Германию. Жил в городе Кёльн. Умер 4 октября 2011 года.

## Награды
Награждён орденом Отечественной войны 1-й степени, орденами Славы трёх степеней, медалями.

## Монографии
- Гидрогеологические расчёты для выделения зон санитарной охраны водозаборов подземных вод. М.: Недра, 1967.
- Исследования и прогнозные расчёты для охраны подземных вод. М.: Недра, 1972.
- Взаимосвязь подземных и поверхностных вод и её значение при решении некоторых гидрогеологических и водохозяйственных задач. М. Стройиздат, 1973.
- Проблемы научного обоснования водохозяйственных мероприятий и методы инженерных изысканий. М.: Наука, 1984.
- Ресурсы подземных вод в водохозяйственных балансах орошаемых территорий. М.: Наука, 1986.
- Водопотребление в орошаемом земледелии, гидрогеологические и аэрокосмические исследования на водохозяйственных объектах. М.: Наука, 1986.
- Вопросы обоснования гидрогеологических и водохозяйственных прогнозов. М.: Наука, 1987.
- Гидрогеологические расчёты при использовании подземных вод для орошения. М.: Недра, 1989.

Под редакцией Е. Л. Минкина:
- Методические указания по обследованию водозаборов подземных вод в связи с контролем за охраной их от истощения и загрязнения. М., 1965.
- Рациональное использование водных ресурсов: Научные исследования и изыскания в 12 выпусках. М.: Наука, 1985—1988.